# Екюблан (Во)
Екюблан (фр. Écublens) — місто  в Швейцарії в кантоні Во, округ Лозанна-Захід.

## Географія
Місто розташоване на відстані близько 85 км на південний захід від Берна, 6 км на захід від Лозанни.
Екюблан має площу 5,7 км², з яких на 59,9% дозволяється будівництво (житлове та будівництво доріг), 27,2% використовуються в сільськогосподарських цілях, 11,5% зайнято лісами, 1,4% не є продуктивними (річки, льодовики або гори).

## Демографія
2019 року в місті мешкало 13 079 осіб (+17,8% порівняно з 2010 роком), іноземців було 46,3%. Густота населення становила 2287 осіб/км².
За віковим діапазоном населення розподілялося таким чином: 21,2% — особи молодші 20 років, 63,9% — особи у віці 20—64 років, 14,9% — особи у віці 65 років та старші. Було 5359 помешкань (у середньому 2,2 особи в помешканні).
Із загальної кількості 16 256 працюючих 12 було зайнятих в первинному секторі, 2506 — в обробній промисловості, 13 738 — в галузі послуг.